# Horná Lehota (Žilina)
Horná Lehota é um município da Eslováquia, situado no distrito de Dolný Kubín, na região de Žilina. Tem 15,34 km² de área e sua população em 2018 foi estimada em 546 habitantes.

## Demografia
| Ano:        | 1994 | 2004   | 2014   | 2024   |
| ----------- | ---- | ------ | ------ | ------ |
| Broj ljudi: | 526  | 515    | 561    | 598    |
| Razlika:    |      | -2,09% | +8,93% | +6,59% |

| Ano:               | 2023 | 2024   |
| ------------------ | ---- | ------ |
| Número de pessoas: | 573  | 598    |
| Diferença:         |      | +4,36% |